# Tài sản tranh chấp
Tài sản đang tranh chấp (tài sản là đối tượng của tranh chấp) là tài sản đang có hai hay nhiều người cùng xác nhận quyền của mình đối với tài sản đó và phủ định quyền của người kia đối với tài sản mà tài sản đó hiện không rõ thuộc về người nào. Đó có thể là tranh chấp về quyền sở hữu đối với tài sản hoặc là tranh chấp về chia di sản thừa kế, tranh chấp về quyền sử dụng đất và tài sản gắn liền với đất, tranh chấp về chia tài sản chung của vợ chồng…